# 旋木嘲鸫属
旋木嘲鸫属（学名：Cinclocerthia）是嘲鸫科下的一个属。

## 下属物种
本属包括以下物种：
- 灰旋木嘲鸫 Cinclocerthia gutturalis (Lafresnaye, 1843)
- 红尾旋木嘲鸫 Cinclocerthia ruficauda (Gould, 1836)